# Mumetal

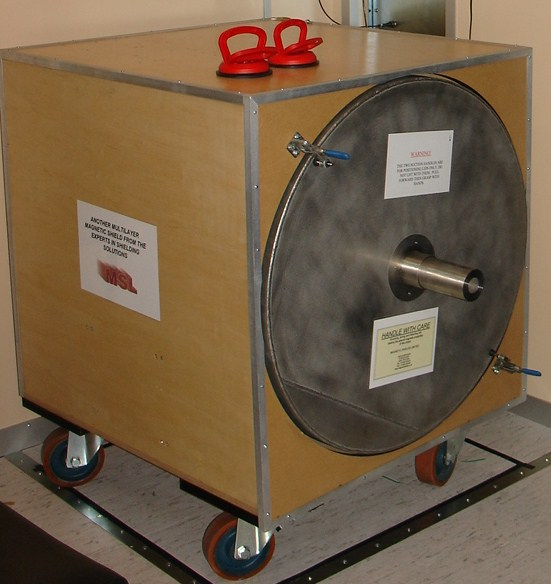
Pięciowarstwowy bęben z mumetalu do ekranowania zewnętrznego pola magnetycznego (osłabia ziemskie pole magnetyczne ponad 1500 razy)

Mumetal – stop niklu (75%) i żelaza (15%) z niewielkimi dodatkami miedzi i molibdenu.
Stop ten wykazuje bardzo dużą względną przenikalność magnetyczną (nawet powyżej 106), co jest wykorzystywane do ekranowania statycznych i wolnozmiennych pól magnetycznych, które są bardzo trudne do wyeliminowania przy użyciu innych metod.
W celu uzyskania odpowiednich właściwości magnetycznych mumetal musi zostać poddany odpowiedniej obróbce cieplnej, to jest wyżarzaniu w atmosferze wodoru. Wyżarzanie zmienia strukturę krystaliczną oraz redukuje zawartość niekorzystnego węgla, a także usuwa naprężenia pozostające po poprzednich operacjach, mogące znacznie pogorszyć właściwości magnetyczne – głównie obniżyć przenikalność magnetyczną.
Istnieje wiele modyfikacji tego stopu (np. Super Mumetal), w których zawartość niklu może wynosić do 77%, molibdenu do 4% i miedzi do 5%. Różnią się one nieznacznie przede wszystkim właściwościami magnetycznymi.